# 白瀑川
白瀑川（しらたきがわ）は、秋田県北西部に位置する八峰町（旧八森町）を流れる河川。

## 概要
白瀑川の名前にある白瀑は、町内の白瀑神社の境内にあり、全国でも珍しい神輿の滝浴びを見ることができる。毎年8月1日に行われ、勇壮なかけ声と共に滝壺へ神輿が入っていく。川の流れは美しく、白瀑の滝壺にはイワナやヤマメが生息する。2015年にはJR東日本の東北地方を宣伝するCMの撮影場所になった。